# Satoshi Miyauchi
Satoshi Miyauchi (n. 26 noiembrie 1959) este un fost fotbalist japonez.

## Statistici
| Japonia | Japonia | Japonia |
| An      | Meciuri | Goluri  |
| ------- | ------- | ------- |
| 1984    | 1       | 0       |
| 1985    | 8       | 0       |
| 1986    | 6       | 0       |
| 1987    | 5       | 0       |
| Total   | 20      | 0       |